# 242 км (зупинний пункт, Придніпровська залізниця, Солонянський район)
242 кіломе́тр — пасажирська зупинна залізнична платформа Криворізької дирекції Придніпровської залізниці на лінії Нижньодніпровськ-Вузол — Апостолове.
Розташована на південному сході села Сурсько-Михайлівка Солонянського району Дніпропетровської області між станціями Сурське (13 км) та Привільне (7 км).
По платформі щоденно проходить пара дизель-потягів у напрямку Дніпра-Лоцманської та пара в напрямку Апостолового.